# Lewis Carroll
Charles Lutwidge Dodgson (født 27. januar 1832, død 14. januar 1898), bedre kendt under pseudonymet Lewis Carroll, var en engelsk forfatter, filosof, matematiker, logiker og fotograf.
Hans mest berømte værker er Alice i Eventyrland og dens efterfølger Bag spejlet.
Hans fantasi og hans store talent for ordlege og logik har begejstret såvel naive som mere sofistikerede læsere.
Lewis Carrolls værker har holdt sig populære siden udgivelsen og har haft stor indflydelse på senere forfattere, ikke kun inden for børnelitteratur.
Hans værker er alment kendt i den engelsktalende verden, og citater fra dem og hentydninger til dem er helt almindeligt forekommende i engelsksproget film og litteratur.
Lewis Caroll var tætte venner med forfatteren og teologen George MacDonald. Lewis Caroll var, ligesom MacDonald, universalist og skrev essayet Om Den Evige Strafhvori han argumenterede for apokatase. Lewis Caroll var anglikaner.

### Skønlitteratur
- La Guida di Bragia, a Ballad Opera for the Marionette Theatre (around 1850)
- Alice's Adventures in Wonderland (1865)
- Rhyme? And Reason? (1869; also published as Phantasmagoria)
- Through the Looking Glass, and What Alice Found There (includes "Jabberwocky" and "The Walrus and the Carpenter") (1871)
- The Hunting of the Snark (1876)
- A Tangled Tale (1885)
- Sylvie and Bruno (1889)
- Sylvie and Bruno Concluded (1893)
- Pillow Problems (1893)
- What the Tortoise Said to Achilles (1895)
- Three Sunsets and Other Poems (1898)

### Matematisk litteratur
- A Syllabus of Plane Algebraic Geometry (1860)
- The Fifth Book of Euclid Treated Algebraically (1858 and 1868)
- An Elementary Treatise on Determinants, With Their Application to Simultaneous Linear Equations and Algebraic Equations
- Euclid and his Modern Rivals (1879), both literary and mathematical in style
- Symbolic Logic Part I
- Symbolic Logic Part II (published posthumously)
- The Alphabet Cipher (1868)
- The Game of Logic (1887)
- Curiosa Mathematica I (1888)
- Curiosa Mathematica II (1892)
- The Theory of Committees and Elections, collected, edited, analysed, and published in 1958, by Duncan Black

### Andet litteratur
- Some Popular Fallacies about Vivisection
- Eight or Nine Wise Words About Letter-Writing
- Notes by an Oxford Chiel
- "Miss Jones", comic song (1862)[2]